# Gare de Chūgoku-Katsuyama
La gare de Chūgoku-Katsuyama (中国勝山駅, Chūgoku-Katsuyama-eki) est une gare ferroviaire située dans la ville de Maniwa, dans la préfecture d'Okayama au Japon. La gare est exploitée par la compagnie JR West,sur la ligne Kishin.

## Service des voyageurs

### Desserte
La gare de Chūgoku-Katsuyama est une gare disposant de deux quais et de deux voies 

| N° de voie | Ligne    | Direction |
| ---------- | -------- | --------- |
| 1          | ▆ Kishin | Tsuyama   |
| 2          | ▆ Kishin | Niimi     |

| JR West          |               |               |               |                 |
| Direction Himeji | Ligne Kinshin | Ligne Kinshin | Ligne Kinshin | Direction Niimi |
| Kuse             |               | -             |               | Tsukida         |